# Florian Rummel
Florian Rummel (* 1980 in Trier) ist ein deutscher Schauspieler.

## Leben
Rummel wuchs in seiner Heimatstadt Trier auf. Dort spielte er in freien Theatergruppen, sang in verschiedenen Chören und war als Gitarrist in verschiedenen Ensembles und in einer Ska-Band aktiv. Nach der Schule machte er seinen Zivildienst. Während des Zivildienstes arbeitete er mit Gehörlosen und machte bei einem Theaterprojekt mit, das zum Deutschen Kinder- und Jugendtheatertreffen in Berlin eingeladen wurde.
Von 2000 bis 2004 studierte er Schauspiel an der Universität für Musik und Darstellende Kunst in Graz. Während der Ausbildung spielte er bereits am Schauspielhaus Graz; dort trat er 2003 als Gymnasiast Ernst Röbel in Frühlings Erwachen auf. Am Theater im Palais in Graz spielte er 2003 den Tamino in einer Schauspielfassung von Mozarts Oper Die Zauberflöte. In der Spielzeit 2003/04 trat er am Schauspielhaus Graz als Lucentio in Der Widerspenstigen Zähmung auf. Während seines Studiums in Graz arbeitete er außerdem als Nachrichtensprecher bei einem örtlichen Radiosender.
Sein erstes Festengagement hatte er ab der Spielzeit 2004/05 am Volkstheater Rostock. Er debütierte dort in seiner ersten Spielzeit mit der Rolle des Gernot in Die Nibelungen (Regie: Johanna Schall). Weitere Rollen in Rostock waren: Lysander/Thisbe in der Shakespeare-Komödie Ein Sommernachtstraum (Spielzeit 2004/05; Regie: Rainer Iwersen), Achilles in Penthesilea (2005; Regie: Johanna Schall), Georg von Waldstätten in Das Käthchen von Heilbronn (2005; Regie: Johanna Schall), Roller in Die Räuber (2005; Regie: Manuel Soubeyrand), Ferdinand in Kabale und Liebe (Spielzeit 2005/06; Regie: Johanna Schall), Mackie Messer in Brecht/Weills Die Dreigroschenoper (2006; Regie: Johanna Schall), Norman in Ladies’ Night von Anthony McCarten/Stephen Sinclair (2006; Regie: Johanna Schall), Horatio in Hamlet (2006; Regie: Johanna Schall) und Officer O’Hara in Arsen und Spitzenhäubchen (2006; Regie: Annette Reber).
In der Spielzeit 2007/08 wechselte Rummel an das Mecklenburgische Staatstheater Schwerin. Dort trat er u. a. als Andres in Woyzeck (Spielzeit 2007/08), als Hämon in Antigone von Jean Anouilh  (Spielzeit 2007/08) und als Chance Wayne in Süßer Vogel Jugend (2008) auf.
Außerdem übernahm er in Schwerin mehrere Musical-Partien, so den Jonathan Harker in dem Musical Dracula (Peter Dehler; Musik: John R. Carlson) mit der Premiere in der Spielzeit 2007/08; diese Rolle spielte er dort bis Februar 2009. Weitere Musical-Rollen waren Riff Raff in The Rocky Horror Picture Show (2008) und Seymour in Der kleine Horrorladen (2009).
Weiterhin spielte Rummel während seines Schweriner Engagements bis Mai 2008 den Mackie Messer in Rostock. Seine Partnerin als Mrs. Celia Peachum war Dorothea Meissner.
Von 2010 bis 2013 war er festes Ensemblemitglied am Grips-Theater in Berlin. Dort war er in zahlreichen Stücken zu sehen. Er trat u. a. als Anton in Pünktchen und Anton (Premiere: Spielzeit 2010/11; Regie: Frank Panhans) und als Sohn Wolf, später als Ferdinand, in dem preisgekrönten Stück Die besseren Wälder von Martin Baltscheit (Uraufführung 2012; Regie: Robert Neumann), das 2010 mit dem Deutschen Jugendtheaterpreis ausgezeichnet wurde, auf. 2011 gastierte er mit der Rolle des Seymour in Der kleine Horrorladen am Theater Kiel.
Ab der Spielzeit 2013/14 war Rummel bis 2016 Rummel festes Ensemblemitglied am Schauspiel Stuttgart. Dort spielte er u. a. Lerse im Urgötz (Premiere: Oktober 2013; Regie: Simon Solberg), Birk Borkasson in Ronja Räubertochter (Premiere: Januar 2014), den reichen jungen Ludovico Marsili in Das Leben des Galilei (Premiere: Januar 2014, Regie: Armin Petras) und den Herrn Zeigefinger in Pünktchen und Anton (Premiere: November 2015). In der Spielzeit 2016/17 war er als Gast weiterhin am Schauspiel Stuttgart engagiert. Ab der Spielzeit 2017/18 war er als Gast am Theater Konstanz engagiert, wo er u. a. als Simon im Musical Jesus Christ Superstar, als Curley in Von Mäusen und Menschen, als Merkl Franz in Kasimir und Karoline und als „Der Hahn“ im Kinderstück Die Bremer Stadtmusikanten auftrat.
Rummel übernahm auch einige wenige Film- und Fernsehrollen; Schwerpunkt seiner künstlerischen Tätigkeit als Schauspieler ist jedoch seine Theaterarbeit. Er wirkte in einigen Kurzfilmen unter der Regie von Götz Spielmann, Barbara Albert, Stefan Fent und Christian Schwochow mit. In David Wnendts Kinofilm Feuchtgebiete (2013) hatte er eine kleine Rolle als Drummer.
Im Februar 2016 war Rummel in der ZDF-Krimiserie SOKO Stuttgart in einer Episodenhauptrolle als Fußballschiedsrichter, der von seinem früheren Ausbildungsleiter sexuell missbraucht worden war, zu sehen. In der 5. Staffel der TV-Serie WaPo Bodensee (2021) spielte Rummel den tatverdächtigen Segler Lorenz Haller.
Rummel lebt nach Stationen in Berlin und Stuttgart aktuell (Stand: Oktober 2021) in Konstanz.

## Filmografie (Auswahl)
- 2002: Chaos (Kurzfilm; Kunstuniversität Graz)
- 2002: Shitcom (Kurzfilm)
- 2004: Der große Franz (Kurzfilm; Filmakademie Ludwigsburg)
- 2013: Feuchtgebiete (Kinofilm)
- 2015: Die Verlorenen (Kinofilm)
- 2016: SOKO Stuttgart (Fernsehserie; Folge: Sein letzter Pfiff)
- 2021: WaPo Bodensee (Fernsehserie, Folge: Hasardeure)